# Immigration italienne en Belgique
La diaspora italienne en Belgique comprend les Italiens qui s'installent durablement en Belgique et leurs descendants. La grande majorité d'entre eux sont aujourd'hui citoyens belges.

## Histoire

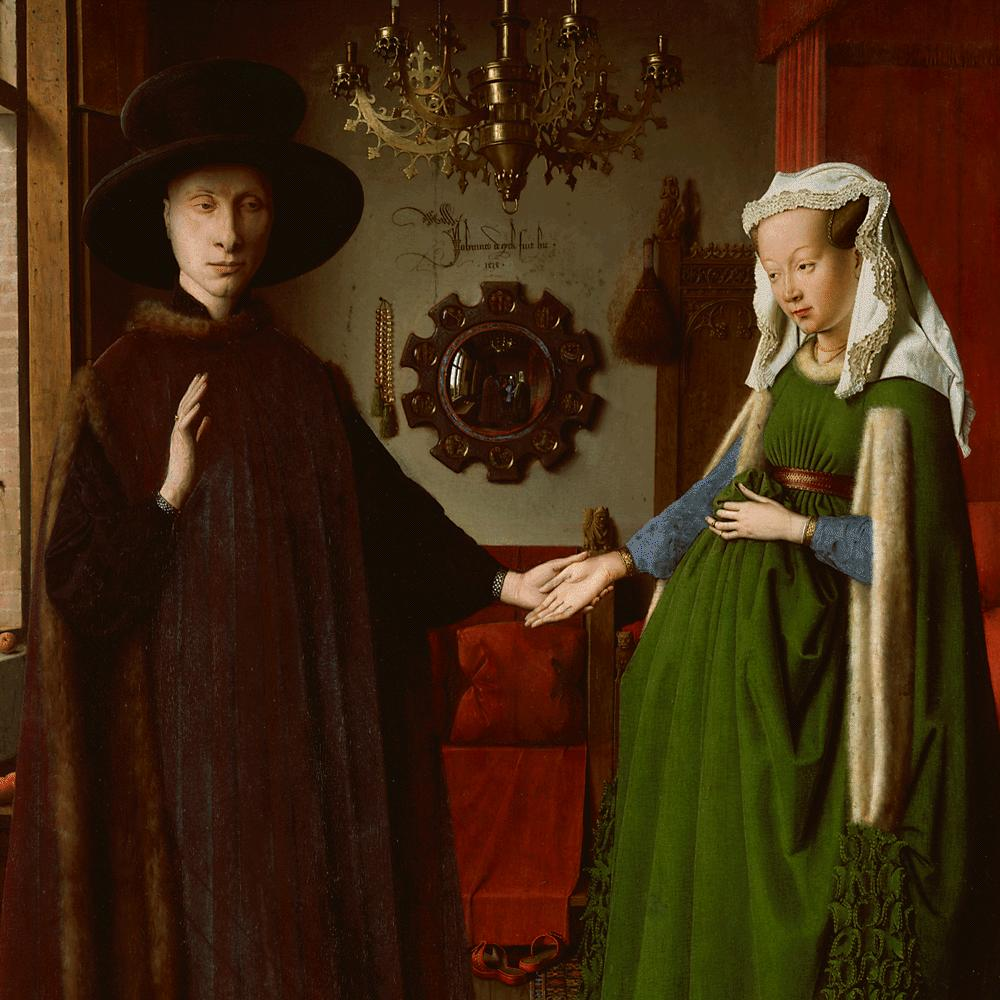
Les Époux Arnolfini, marchands toscans à Bruges, du peintre primitif flamand Jan van Eyck datant de 1434.

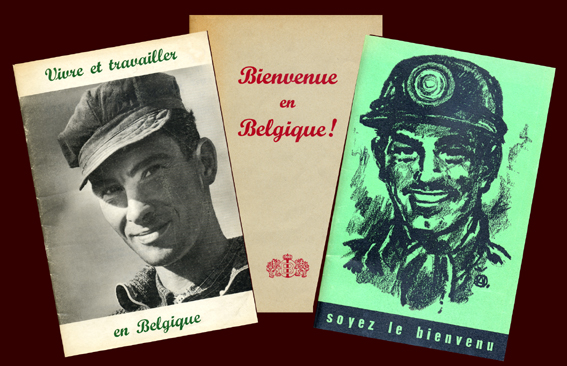
Livrets d'information pour les travailleurs immigrés en Belgique

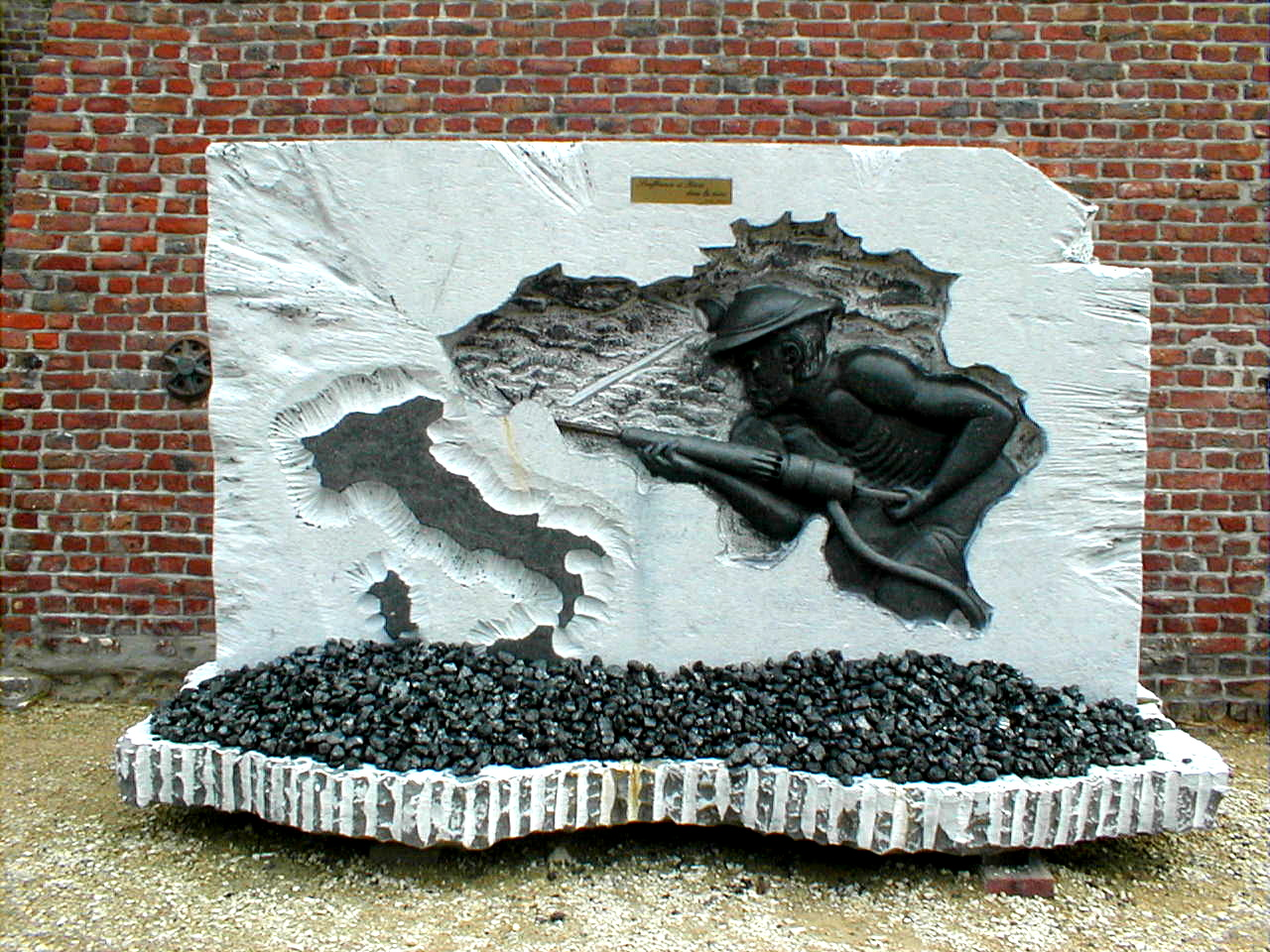
Monument dédié aux Italiens morts lors de la catastrophe du Bois du Cazier à Marcinelle

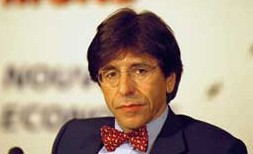
Elio Di Rupo, premier ministre belge de 2011 à 2014, issu de l'immigration italienne en Belgique

Les premiers Italiens en Belgique étaient des marchands toscans et des banquiers de la Renaissance, puis quelques dizaines d'artisans et d'exilés jusqu'au XVIIIe siècle.
Au début du XIXe siècle a commencé une petite communauté d'Italiens, presque tous du Nord, dans les principales villes de Wallonie et à Bruxelles. Ces Italiens, même s'ils n'étaient que quelques centaines, ont fait sentir leur influence dans les mouvements pour l'indépendance de la Belgique en 1830.
Une partie de l'émigration italienne en Belgique s'est consacrée au travail dans les mines de charbon de Wallonie, mais l'émigration a toujours été limitée jusqu'au vingtième siècle. Il a également disparu dans les années du fascisme jusqu'à ce qu'il soit composé de quelques dizaines d'exilés antifascistes.
Après la Seconde Guerre mondiale, la Belgique fait face à une pénurie de charbon. Cette pénurie a des conséquences sur sa reconstruction et sur l’ensemble du secteur industriel.
Afin de répondre aux premiers besoins, la Belgique commence par utiliser les prisonniers de guerre allemands (qui étaient près de 46 000 dans les mines). Cela ne suffit pas et les « inciviques » du plan Van Acker viennent s'ajouter aux mineurs belges et aux prisonniers de guerre allemands. En janvier 1946, sept mines pénitentiaires ouvrent. Cependant, en mai 1947 avec la libération des prisonniers de guerre allemands, l'effectif des mineurs est insuffisant, aggravé par le fait que les Belges ne descendent plus à la mine et quittent cette profession. 
En réponse à cette nouvelle pénurie, le gouvernement belge fait appel à des travailleurs étrangers. Le potentiel de main-d’œuvre d'Europe de l’Est n'étant plus disponible, du fait de la division de l'Europe en deux blocs, des Italiens vont être sollicités pour travailler dans les mines. Le 23 juin 1946, un protocole d'accord est signé entre la Belgique et l'Italie qui est dans une situation sociale délicate. L'accord prévoit l'arrivée de 50 000 Italiens avec en contrepartie l'exportation vers l’Italie de « 200 kg de charbon par mineur et par jour ». Les besoins continuent toutefois à augmenter et des contingents sont formés. 
«Au cours des années de conclusion des différents accords bilatéraux entre l'Italie et la Belgique, tels que le protocole du 23 juin 1946 et le protocole du 11 décembre 1957, les immigrés italiens se dirigent vers les mines de charbon belges : environ 24 000 en 1946, plus de 46 000 en 1948. Pour convaincre les gens d'aller travailler à la mine en Belgique, l'Italie est couverte d'affiches roses ne présentant que les avantages découlant du travail de mineur : hauts salaires, voyages charbonniers et ferroviaires gratuits, allocations familiales, congés payés, retraite anticipée. En dehors d'une période de déclin correspondant aux années 1950-1950, en 1961 les Italiens représentent 44,2 % de la population étrangère en Belgique, atteignant 200 000 personnes .
Entre 1946 et 1948, 75 000 Italiens arrivent en Belgique et sont répartis sur les bassins charbonniers de Belgique.
Ce nombre d’Italiens sur le territoire belge ne cessera d’augmenter, malgré des conditions de vie difficiles et des catastrophes minières, comme celle du Bois du Cazier à Marcinelle le 8 août 1956 où 262 ouvriers majoritairement italiens moururent. En conséquence, l'Italie suspendra l'immigration vers la Belgique et commencera alors l'immigration par contingents. 
Le traité de Rome qui pose les bases de la Communauté économique européenne inclut le droit de libre circulation de travailleurs parmi les six pays fondateurs - cela dû à la volonté de l'Italie de protéger et donner des droits à ses travailleurs immigrés en Belgique et Allemagne en base aux accords bilatéraux. À partir de 1968, les immigrés faisant partie de l'Union européenne «peuvent franchir les frontières sur simple présentation du passeport ou de la carte d'identité» et peuvent avoir un travail rémunéré sans permis de travail sauf pour les emplois publics.
Après les années septante, où près de 300 000 Italiens étaient enregistrés en Belgique, l'émigration a été réduite et il y a actuellement environ 290 000 Italiens en Belgique.
Au cours des dernières décennies, avec la création et le développement de l'Union européenne, qui a son siège à Bruxelles, de nombreux fonctionnaires italiens s'y sont installés pour vivre avec leurs familles (même temporairement).

## Démographie
Selon les statistiques officielles de l'AIRE (Registre des Italiens résidant à l'étranger), il y avait 235 673 résidents italiens en 2007 (y compris les Belges avec double passeport). D'après les données des registres consulaires italiens, il apparaît également que près de 50 000 Italiens en Belgique (soit plus de 25 %) viennent de Sicile. Viennent ensuite, mais en plus petites quantités, les Italo-belges originaires des Pouilles (9,5 %), des Abruzzes (7 %), de la Campanie (6,5 %) et de la Vénétie (6 %).
En 2009, il y aurait près de 300 000 personnes d'origine italienne en Belgique, soit plus de 2,5 % de la population belge totale. 
La communauté italienne serait concentrée à 85 % en Wallonie et dans la capitale.
En janvier 2015, il a été relevé que 65 % des Italiens sont installés en Wallonie, 20 % résident dans la Région de Bruxelles-Capitale et 15 % demeurent en Région flamande.
À la suite des réformes du Code de la nationalité, le nombre d'Italiens naturalisés belges a fortement augmenté. En 2011, 40 % d'Italiens ont acquis la nationalité belge contre 19 % en 1991. La réforme du Code de la nationalité prévoit que l'acquisition de la nationalité belge est possible pour tout enfant issu de la deuxième ou troisième génération de parents immigrés. Cette réforme est entrée en vigueur le 1er janvier 1992.
La communauté italienne en Belgique est intégrée dans la société belge. 
Les secteurs principalement occupés par les Italiens  habitant en Flandre sont le commerce, le transport, l'hébergement et l'horeca. En ce qui concerne Bruxelles, les Italiens sont plus attirés par le secteur administratif, social et de la santé, alors qu'en Wallonie, ils se tournent plutôt vers l'industrie et la construction.

## Associations et presse de la communauté italienne en Belgique
En Belgique il existe de nombreuses institutions pour protéger les Italo-belges, tant pour les retraites que pour l'assistance sociale. Douze écoles italiennes, concentrées à Bruxelles et en Wallonie (comme l'école consulaire de Charleroi), se consacrent à l'enseignement de la langue italienne avec des institutions telles que la Société Dante Alighieri.
La presse italienne est répandue. Ce sont les publications principales, selon le CIM:
- Azione Sociale, trimestriel (Genk, depuis 1995), éditeur ACLI, directeur Fernando Marzo
- Il Caffè, trimestriel (Gand, depuis 2001), propriétaire Centro Culturale Il Caffè, éditeur Nadia Cristofoli, directeur Gali Charles Vacca
- Communitas, mensuel (Bruxelles, depuis 1963). éditeur Ass. Foyer Catholique Européen.
- L'Eco del Belgio, bimestriel (Quaregnon, depuis 1987), éditeur et directeur Rosario Nocera.
- Emigrazione Siciliana, bimestriel (Saint-Nicolas), éditeur Unione Siciliana Emigrati e Famiglie, directeur Giuseppe Chiodo.
- L'Isola, bimestriel (Bruxelles, depuis 1999), éditeur L'Altra Sicilia, directeur Francesco Paolo Catania.
- Italia News, mensuel (Bruxelles), éditeur Consulat d'Italie à Bruxelles.
- Mosaico Italiano  - par les étudiants  de la langue et de la culture italienne du C.S.I. et de la Società Dante Alighieri (Gosselies), éditeurs Marcella Di Giulio et Guglielmina Terenzi.
- Nuovi Orizzonti Europa - Belgio, bimestriel (Marchienne-au-Pont), éditeur de la Congrégation Scalabrinienne, directeur Père Raffaello Zanella.
- Oraitalia, mensuel (Bruxelles, depuis 2006), éditeur Jacques Idmtal et Artiva sprl, directeur Salvatore Albelice.
- Qui Italia, trimestriel (Bruxelles, depuis 1994), éditeur Daniele Rossini (propriété Patronato ACLI de Belgique), directeur Francesco Onorato.

## Personnalités

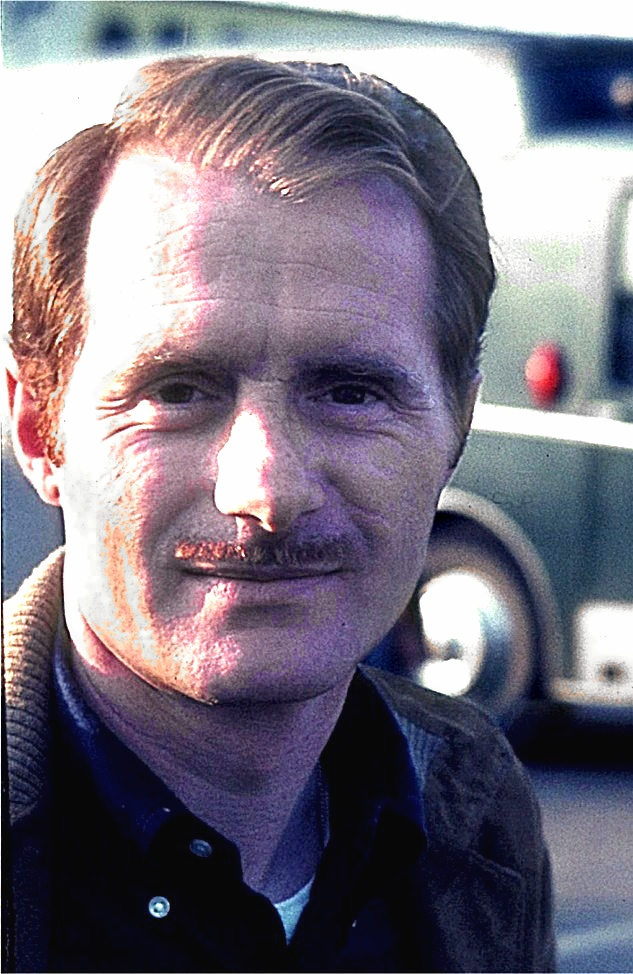
Lucien (Luciano) Bianchi, né à Milan, pilote belge qui gagna les 24 Heures du Mans en 1968

- Salvatore Adamo (1943), chanteur (né en Italie)
- Claude Barzotti (1953-2023), chanteur (parents italiens)
- Walter Baseggio (1978), footballeur (parents italiens)
- Lido Agnelli (1932-2019), handballeur (né en Italie)
- Lucien Bianchi (1934-1969), pilote (né en Italie)
- Jérôme d'Ambrosio (1985), pilote
- Elio Di Rupo (1951), politicien, premier ministre de la Belgique (parents italiens)
- Lara Fabian (1970), chanteuse (mère italienne).
- Frédéric François, né Francesco Barracato (1950), chanteur
- Rocco Granata (1938), chanteur (parents italiens)
- Marco Ingrao (1982), footballeur
- Sandra Kim, née Sandra Caldarone (1972), chanteuse (père italien)
- Mario Barravecchia(1976), chanteur (né en Belgique, parents italiens)
- Sébastien Pocognoli (1987), footballeur
- Silvio Proto (1983), footballeur
- Paola Ruffo di Calabria (1937), Reine des Belges (née à Forte dei Marmi)
- Enzo Scifo (1966), footballeur et entraineur (né en Belgique de parents italiens)
- François Sterchele (1982-2008), footballeur
- Marc Tarabella, politicien
- Aldo Vastapane, homme d'affaires, père italien
- Tony Di Napoli (1938), chanteur (né en Italie)[13]
- Pino Cerami (né à Misterbianco)
- Felice Mazzù (1966), entraîneur de football

## Sources
- Cet article est partiellement ou en totalité issu de l'article intitulé « Protocole belgo-italien du 23 juin 1946 » (voir la liste des auteurs).